# Sindaci di Caserta
Di seguito l'elenco cronologico dei sindaci di Caserta e delle altre figure apicali equivalenti che si sono succedute nel corso della storia.

## Regno delle Due Sicilie (1816-1861)
| Periodo | Periodo | Primo cittadino    | Partito | Carica  | Note |
| ------- | ------- | ------------------ | ------- | ------- | ---- |
| 1832    | 1835    | Giovanni Mezzacapo |         | Sindaco | -    |
| 1854    | 1857    | Salvatore Majelli  |         | Sindaco | -    |
| 1857    | 1860    | Michele Leonetti   |         | Sindaco | -    |

## Regno d'Italia (1861-1946)
Sindaci
| Periodo | Periodo | Primo cittadino        | Partito | Carica                  | Note |
| ------- | ------- | ---------------------- | ------- | ----------------------- | ---- |
| 1860    | 1861    | Giulio Amato Giaquinto |         | Sindaco                 | -    |
| 1862    | 1867    | Giuseppe De Falco      |         | Sindaco                 | -    |
| 1868    | ?       | Nicola Della Ratta     |         | Sindaco                 | -    |
| 1873    |         | Tommaso Leonetti       |         | Sindaco                 | -    |
| ?       | 1876    | Pietro Bosco           |         | Sindaco                 | -    |
| 1877    | 1879    | Tommaso Leonetti       |         | Sindaco                 | -    |
| 1881    | 1892    | Gaetano Silvestri      |         | Sindaco                 | -    |
| 1897    | 1901    | Gaetano Silvestri      |         | Sindaco                 | -    |
| 1902    | ?       | Vincenzo De Angelis    |         | Sindaco                 | -    |
| 1908    |         | Giovanni Valle         |         | Regio Commissario       |      |
| 1912    | 1914    | Umberto Rossi          |         | Regio Commissario       |      |
| 1914    | 1919    | Vincenzo Cappiello     |         | Sindaco                 | -    |
| 1920    |         | Giuseppe Bolis         |         | Commissario prefettizio |      |
| 1920    |         | Giulio Moscarella      |         | Commissario prefettizio |      |
| 1920    | 1924    | Tommaso Picazio        |         | Sindaco                 | -    |
| 1924    | 1925    | Vittorio Martelli      |         | Regio Commissario       | -    |
| 1925    |         | Gaetano Di Biasio      |         | Commissario Prefettizio | -    |
| 1925    | 1927    | Michele Chiaromonte    |         | Commissario Prefettizio | -    |

Podestà
| Periodo | Periodo | Primo cittadino          | Partito | Carica                  | Note |
| ------- | ------- | ------------------------ | ------- | ----------------------- | ---- |
| 1927    | 1931    | Giovanni Tescione        | PNF     | Podestà                 | -    |
| 1931    | 1937    | Ludovico Ricciardelli    | PNF     | Podestà                 | -    |
| 1937    | 1943    | Pasquale Centore         | PNF     | Podestà                 | -    |
| 1943    | 1944    | Alessandro De Franciscis |         | Commissario Prefettizio | -    |
| 1944    |         | Luigi D'Onofrio          |         | Commissario Prefettizio | -    |

Sindaci
| Periodo | Periodo | Primo cittadino | Partito | Carica  | Note |
| ------- | ------- | --------------- | ------- | ------- | ---- |
| 1944    | 1946    | Luigi Giaquinto |         | Sindaco | -    |

## Repubblica Italiana (dal 1946)
| Sindaci eletti dal Consiglio comunale (1946-1993)                                   | Sindaci eletti dal Consiglio comunale (1946-1993) | Sindaci eletti dal Consiglio comunale (1946-1993) | Sindaci eletti dal Consiglio comunale (1946-1993) | Sindaci eletti dal Consiglio comunale (1946-1993) | Sindaci eletti dal Consiglio comunale (1946-1993) | Sindaci eletti dal Consiglio comunale (1946-1993) | Sindaci eletti dal Consiglio comunale (1946-1993) |
| Nominativo                                                                          | Partito                                           | Partito                                           | Partito                                           | Partito                                           | Mandato                                           | Mandato                                           | Elezioni                                          |
| Nominativo                                                                          | Partito                                           | Partito                                           | Partito                                           | Partito                                           | Inizio                                            | Fine                                              | Elezioni                                          |
| ----------------------------------------------------------------------------------- | ------------------------------------------------- | ------------------------------------------------- | ------------------------------------------------- | ------------------------------------------------- | ------------------------------------------------- | ------------------------------------------------- | ------------------------------------------------- |
| Roberto Lodati                                                                      |                                                   | Democrazia Cristiana                              | Democrazia Cristiana                              | Democrazia Cristiana                              | 1946                                              | 1947                                              | Elezione 1946                                     |
| Vincenzo Cappiello                                                                  |                                                   | Indipendente                                      | Indipendente                                      | Indipendente                                      | 1947                                              | 1948                                              | Elezione 1947                                     |
| Sebastiano Giaquinto                                                                |                                                   | Indipendente                                      | Indipendente                                      | Indipendente                                      | 1948                                              | 1951                                              | Elezione 1947                                     |
| Domenico Porfidia (Commissario prefettizio)                                         | –                                                 | –                                                 | –                                                 | –                                                 | 1951                                              | 1952                                              | –                                                 |
| Vincenzo Cappiello                                                                  |                                                   | Indipendente                                      | Indipendente                                      | Indipendente                                      | 1952                                              | 1952                                              | Elezione 1952                                     |
| Domenico Fusco (Vicesindaco facente funzioni)                                       | ?                                                 | ?                                                 | ?                                                 | ?                                                 | 1952                                              | 1952                                              | Elezione 1952                                     |
| Marco Antonio Fusco                                                                 |                                                   | Partito Liberale Italiano                         | Partito Liberale Italiano                         | Partito Liberale Italiano                         | 1952                                              | 1956                                              | Elezione 1952                                     |
| Pasquale Salvatores                                                                 |                                                   | Democrazia Cristiana                              | Democrazia Cristiana                              | Democrazia Cristiana                              | 1956                                              | 1959                                              | Elezione 1956                                     |
| Livio de Marinis (Commissario prefettizio)                                          | –                                                 | –                                                 | –                                                 | –                                                 | 1959                                              | 1960                                              | –                                                 |
| Roberto Lodati                                                                      |                                                   | Democrazia Cristiana                              | Democrazia Cristiana                              | Democrazia Cristiana                              | 1960                                              | 1964                                              | Elezione 1960                                     |
| Salvatore Di Nardo                                                                  |                                                   | Democrazia Cristiana                              | Democrazia Cristiana                              | Democrazia Cristiana                              | 1964                                              | 1970                                              | Elezione 1964                                     |
| Vincenzo Gallicola                                                                  |                                                   | Democrazia Cristiana                              | Democrazia Cristiana                              | Democrazia Cristiana                              | 1970                                              | 1975                                              | Elezione 1970                                     |
| Casimiro De Franciscis                                                              |                                                   | Democrazia Cristiana                              | Democrazia Cristiana                              | Democrazia Cristiana                              | 1975                                              | 1978                                              | Elezione 1975                                     |
| Gianpaolo Iaselli                                                                   |                                                   | Democrazia Cristiana                              | Democrazia Cristiana                              | Democrazia Cristiana                              | 1978                                              | 1978                                              | Elezione 1975                                     |
| Giovanni De Silva (Commissario prefettizio)                                         | –                                                 | –                                                 | –                                                 | –                                                 | 1978                                              | 1979                                              | –                                                 |
| Gianpaolo Iaselli                                                                   |                                                   | Democrazia Cristiana                              | Democrazia Cristiana                              | Democrazia Cristiana                              | 1979                                              | 1980                                              | –                                                 |
| Gianpaolo Iaselli                                                                   | 1980                                              | Democrazia Cristiana                              | Democrazia Cristiana                              | Democrazia Cristiana                              | 1983                                              | Elezione 1980                                     |                                                   |
| Gianfranco Vitocolonna (Commissario prefettizio)                                    | –                                                 | –                                                 | –                                                 | –                                                 | 1983                                              | 1983                                              | –                                                 |
| Vincenzo Gallicola                                                                  |                                                   | Democrazia Cristiana                              | Democrazia Cristiana                              | Democrazia Cristiana                              | 1983                                              | 1985                                              | –                                                 |
| Vincenzo Gallicola                                                                  | 1985                                              | Democrazia Cristiana                              | Democrazia Cristiana                              | Democrazia Cristiana                              | 29 luglio 1988                                    | Elezione 1985                                     |                                                   |
| Domenico Di Cresce                                                                  |                                                   | Democrazia Cristiana                              | Democrazia Cristiana                              | Democrazia Cristiana                              | 29 luglio 1988                                    | Elezione 1985                                     | 13 luglio 1990                                    |
| Giuseppe Gasparin                                                                   |                                                   | Democrazia Cristiana                              | Democrazia Cristiana                              | Democrazia Cristiana                              | 18 luglio 1990                                    | 30 marzo 1993                                     | Elezione 1990                                     |
| Guido Nardone (Commissario prefettizio)                                             | –                                                 | –                                                 | –                                                 | –                                                 | 27 aprile 1993                                    | 5 dicembre 1993                                   | –                                                 |
| Sindaci eletti direttamente dai cittadini (dal 1993)                                |                                                   |                                                   |                                                   |                                                   |                                                   |                                                   |                                                   |
| Nominativo                                                                          | Partito                                           | Partito                                           | Coalizione                                        | Coalizione                                        | Mandato                                           | Mandato                                           | Elezioni                                          |
| Nominativo                                                                          | Partito                                           | Partito                                           | Coalizione                                        | Coalizione                                        | Inizio                                            | Fine                                              | Elezioni                                          |
| Aldo Bulzoni                                                                        |                                                   | Indipendente                                      |                                                   | PDS-L. civiche                                    | 5 dicembre 1993                                   | 1º dicembre 1997                                  | Elezione 1993                                     |
| Luigi Falco                                                                         |                                                   | Forza Italia                                      |                                                   | FI-AN-CCD-CDU                                     | 1º dicembre 1997                                  | 28 maggio 2002                                    | Elezione 1997                                     |
| Luigi Falco                                                                         |                                                   | Forza Italia                                      | FI-AN-UDC                                         | 28 maggio 2002                                    | 8 dicembre 2005                                   | Elezione 2002                                     |                                                   |
| Maria Elena Stasi (Commissario prefettizio)                                         | –                                                 | –                                                 | –                                                 | –                                                 | 8 dicembre 2005                                   | 13 giugno 2006                                    | –                                                 |
| Nicodemo Petteruti                                                                  |                                                   | Indipendente                                      |                                                   | DS-DL-PRC-RnP-UDEUR-IdV                           | 13 giugno 2006                                    | 4 gennaio 2011                                    | Elezione 2006                                     |
| Piero Mattei (Commissario prefettizio)                                              | –                                                 | –                                                 | –                                                 | –                                                 | 4 gennaio 2011                                    | 18 maggio 2011                                    | –                                                 |
| Pio Del Gaudio                                                                      |                                                   | Il Popolo della Libertà                           |                                                   | PdL-UdC-NPSI-MpA                                  | 18 maggio 2011                                    | 3 giugno 2015                                     | Elezione 2011                                     |
| Maria Grazia Nicolò (Commissario prefettizio)                                       | –                                                 | –                                                 | –                                                 | –                                                 | 3 giugno 2015                                     | 21 giugno 2016                                    | –                                                 |
| Carlo Marino                                                                        |                                                   | Partito Democratico                               |                                                   | PD-AP-CD-PSI-FdV-L. civiche                       | 21 giugno 2016                                    | 25 ottobre 2021                                   | Elezione 2016                                     |
| Carlo Marino                                                                        |                                                   | Partito Democratico                               | Mod-PD-IV-NC-CD-PSI-L. civiche                    | 25 ottobre 2021                                   | 23 aprile 2025                                    | Elezione 2021                                     |                                                   |
| Antonella Scolamiero Daniela Caruso Agostino Anatriello (Commissione straordinaria) | –                                                 | –                                                 | –                                                 | –                                                 | 23 aprile 2025                                    | in carica                                         | –                                                 |